# (12746) Yumeginga
(12746) Yumeginga est un astéroïde de la ceinture principale.

## Description
(12746) Yumeginga est un astéroïde de la ceinture principale. Il fut découvert le 16 novembre 1992 à Kitami par Masayuki Yanai et Kazuro Watanabe. Il présente une orbite caractérisée par un demi-grand axe de 2,24 UA, une excentricité de 0,19 et une inclinaison de 4,7° par rapport à l'écliptique.

## Compléments